# Jesper Johansen
Jesper Johansen (ur. 24 czerwca 1974) – duński piłkarz, występujący na pozycji pomocnika.

## Życiorys
Seniorską karierę rozpoczynał w 1992 roku w BK Avarta. Na początku 1996 roku został zawodnikiem PAOK Saloniki, w barwach którego rozegrał czternaście meczów w Alpha Ethniki. Po zakończeniu sezonu 1995/1996 przeszedł do belgijskiego Beerschot VAC, gdzie zagrał w dwudziestu sześciu meczach ligowych. Rok później został zawodnikiem KSK Beveren. W barwach tego zespołu wystąpił w czternastu meczach Eerste klasse w sezonie 1997/1998. W 1999 roku wskutek kontuzji wrócił do Danii, ale już z końcem tego roku z powodów osobistych ponownie wyjechał do Belgii, podpisując kontrakt z KSK Hoboken. Następnie grał w KFC Schoten, RC Mechelen i KFCO Wilrijk. W 2004 roku został zawodnikiem VC Wijnegem, gdzie grał przez pięć lat. Następnie grał w amatorskich klubach: Maccabi Antwerpia i KVK Mariaburg.

## Statystyki ligowe
| Sezon         | Klub          | Liga          | Mecze | Gole |
| ------------- | ------------- | ------------- | ----- | ---- |
| 1995/1996 (w) | PAOK Saloniki | Alpha Ethniki | 14    | 0    |
| 1996/1997     | Beerschot VAC | Tweede klasse | 26    | 0    |
| 1997/1998     | KSK Beveren   | Eerste klasse | 13    | 0    |